# 坎彭山
47°39′47″N 11°39′41″E / 47.66306°N 11.66139°E

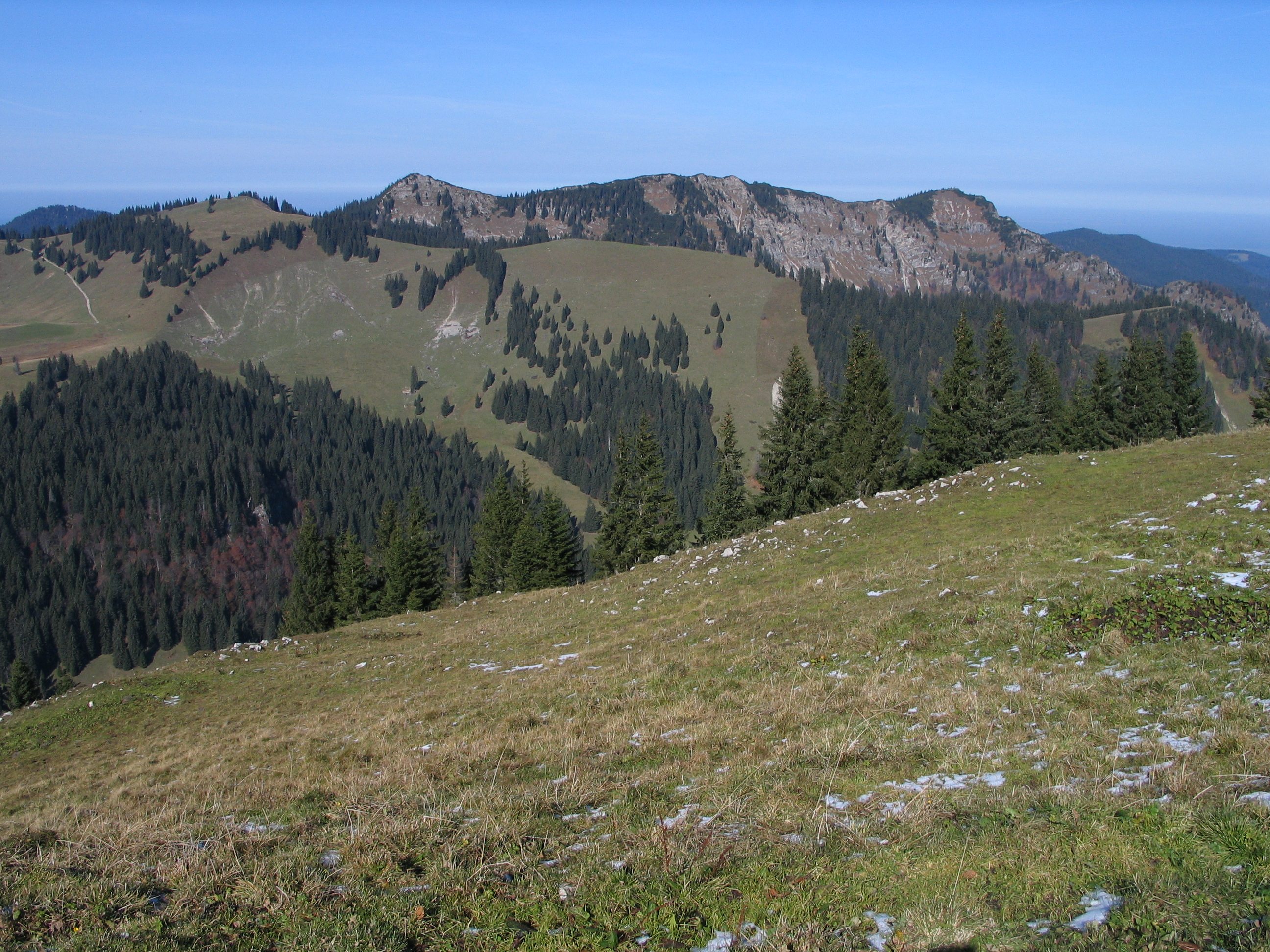

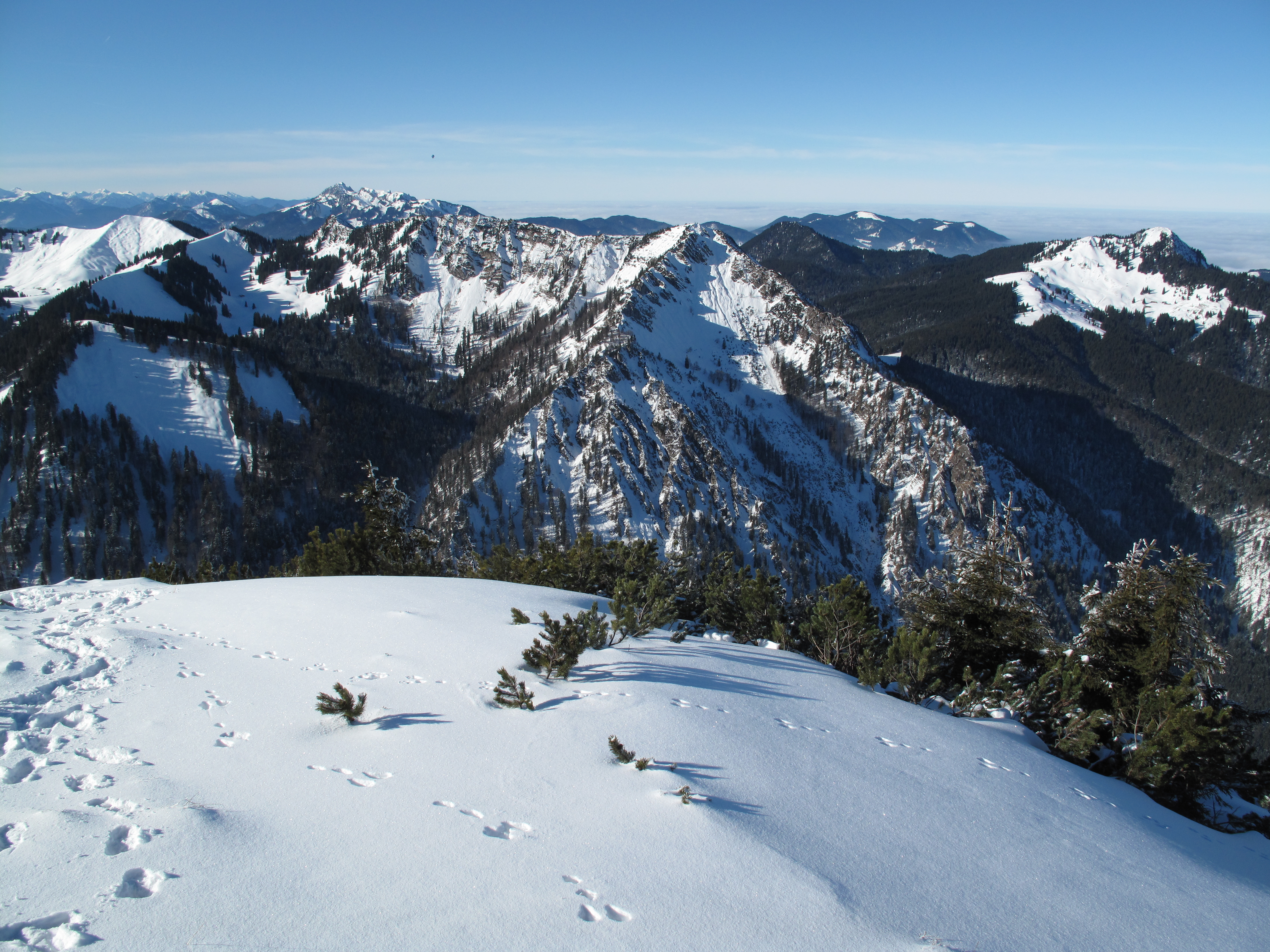

坎彭山（德語：Kampen），是德國的山峰，位於該國東南部，由巴伐利亞負責管轄，屬於巴伐利亞前阿爾卑斯山脈的一部分，距離申貝格山2.7公里，海拔高度1,607米。